# Санктпетербургци
Това е списък на известни личности, свързани с град Санкт Петербург.

## Родени в Санкт Петербург

### А
- Александър I (1777 – 1825), император 1801 – 1825
- Александър III (1845 – 1894), император 1881 – 1894
- Лу Андреас-Саломе (1861 – 1937), психоаналитичка и писателка
- Николай Аничков (1885 – 1964), патоморфолог
- Анна Павловна (1795 – 1865), велика руска княгиня и кралица на Нидерландия
- Дмитрий Анучин (1843 – 1923), учени, географ, антрополог, етнограф, археолог
- Мариела Аренс (р. 1969), немска артистка и графиня
- Владимир Арсениев (1872 – 1930), пътешественик, географ, етнограф, писател и изследовател на Далечния изток
- Андрей Аршавин (р. 1981), футболист
- Борис Асафиев (1884 – 1949), композитор, музиковед, музикален критик

### Б
- Джордж Баланчин (1904 – 1983), балетмайстор и хореограф
- Александър Бенуа (1870 – 1960), художник
- Олга Бергголц (1910 – 1975), поетеса
- Александър Бестужев (1797 – 1837), писател и общественик
- Александър Блок (1880 – 1921), поет
- Светлана Бойм (р. 1966), културна историчка
- Александър Бородин (1833 – 1887), композитор
- Йосиф Бродски (1940 – 1996), поет
- Карл Брюлов (1799 – 1852), художник, живописец, монументалист, акварелист

### В
- Агрипина Ваганова (1879 – 1951), балерина, педагожка, балетмайсторка
- Константин Вагинов (1899 – 1934), писател
- Владимир Александрович (1847 – 1909), велик княз
- Албена Вулева (р. 1975), българска телевизионна водеща

### Г
- Фьодор Гагарин (1788 – 1863), офицер
- Гайто Газданов (1903 – 1971), писател
- Виктор Гартман (1837 – 1873), архитект
- Саша Гитри (1885 – 1957), френски актьор, режисьор, сценарист и драматург
- Александър Глазунов (1865 – 1936), композитор
- Константин Горчаков (1841 – 1926), княз
- Георгий Гречко (р. 1931), космонавт
- Григорий Грум-Гржимайло (1860 – 1936), пътешественик, географ и зоолог
- Лев Гумильов (1912 – 1992), географ, историк и философ
- Николай Гумильов (1886 – 1921), поет

### Д
- Игор Денисов (р. 1984), футболист
- Александър Дондуков-Корсаков (1820 – 1893), генерал и държавник

### Е
- Николай Ежов (1895 – 1940), съветски държавен и политически деятел
- Екатерина Павловна (1788 – 1819), велика руска княгиня и кралица на Вюртемберг
- Александър Еткинд (р. 1955), психолог и историк

### Ж
- Александър Железняков (р. 1957), инженер физик, писател, журналист

### З
- Виктор Заславски (1937 – 2009), политолог
- Михаил Зошченко (1894 – 1958), писател

### И
- Иван VI (1740 – 1764), император на Русия от 1740 до 1741
- Александър Иванов (1806 – 1858), художник
- Николай Игнатиев (1832 – 1908), дипломат и генерал
- Александър Иностранцев (1843 – 1919), геолог
- Георги Исерсон (1898 – 1976), офицер (полковник) и учен

### К
- Дмитрий Кабалевски (1904 – 1987), композитор, професор и педагог
- Алберт Кавос (1800 – 1863), архитект
- Ростислав Каишев (1908 – 2002), български физикохимик
- Георг Кантор (1845 – 1918), немски математик, създател на теорията на множествата
- Леонид Канторович (1912 – 1986), икономист и математик
- Пьотър Капица (1894 – 1984), физик, академик
- Сергей Карасьов (р. 1993), баскетболист
- Николай Каулбарс (1842 – 1905), барон, офицер, генерал от пехотата
- Кирил (Московски) (р. 1946), патриарх на Москва и цяла Русия
- Михаил Клодт (1833 – 1902), художник, пейзажист
- Михаил Клодт (1835 – 1914), руски живописец, акварелист, график и сценограф
- Сергей Ковальов (1919 – 2011), генерален конструктор на атомни подводни крайцери със стратегическо предназначение
- Александра Колонтай (1872 – 1952), политик и дипломат
- Александър Колчак (1874 – 1920), адмирал, полярен изследовател, учен-океанограф, върховен управител на Русия (1918 – 1920)
- Вера Комисаржевска (1864 – 1910), актриса
- Даниил Константинов (р. 1984), политически и опозиционен деец, юрист и правозащитник
- Виктор Корчной (1931 – 2016), съветски и швейцарски шахматист
- Алексей Косигин (1904 – 1980), политик и администратор, председател на Съвета на министрите на СССР (1964 – 1980)
- Сергей Крикальов (р. 1958), космонавт
- Светлана Кузнецова (р. 1985), тенисистка
- Михаил Кутузов (1745 – 1813), пълководец, генерал-фелдмаршал, княз, герой от руската Отечествена война срещу Наполеон I (1812 г.)
- Владимир Кьопен (1846 – 1940), географ, метеоролог, климатолог и ботаник
- Вилхелм Кюхелбекер (1797 – 1846), поет и революционер

### Л
- Кирил Лавров (1925 – 2007), актьор
- Владимир Ламански (1833 – 1914), историк и славист
- Николай Ланге (1858 – 1921), психолог
- Франц Мориц фон Ласи (1725 – 1801), австрийски офицер, фелдмаршал
- Маргарита Левиева (1980), американска актриса от руски произход
- Ирина Левитина (1954), американска, по-рано съветска шахматистка
- Анатолий Лейн (1931), руско-американски шахматист
- Иван Лепьохин (1740 – 1802), изследовател
- Фьодор Литке (1797 – 1882), мореплавател, географ, изследовател на Арктика, адмирал
- Дмитрий Лихачов (1906 – 1999), филолог и културолог
- Юрий Лотман (1922 – 1993), естонски езиковед, семиотик, културолог и литератор от руско-еврейски произход
- Владимир Лукин (1737 – 1794), драматург
- Михаил Лунин (1787 – 1845), декабрист
- Анатолий Лядов (1855 – 1914), композитор

### М
- Николай Маев (1835 – 1896), военен журналист, изследовател на Средна Азия
- Вячеслав Малафеев (р. 1979), футболист, вратар
- Дмитрий Медведев (р. 1965), политик, бивш президент (2008 – 2012) и бивш министър-председател на Русия (2012 – 2020)
- Светлана Медведева (р. 1965), съпруга на третия президент на Русия Дмитрий Медведев
- Вячеслав Менжински (1874 – 1934), партиен деятел
- Александър Мидендорф (1815 – 1894), пътешественик, географ, ботаник, от немски произход
- Евгени Минковски (1885 – 1972), френски психиатър, евреин от руски произход
- Тимофей Мозгов (р. 1986), баскетболист
- Александър Мостовой (р. 1968), футболист
- Евгений Мравински (1903 – 1988), диригент
- Николай Муравьов-Амурски (1809 – 1881), колониален администратор
- Дмитрий Муханов (1852 – 1882), офицер, ротмистър, участник в Руско-турската война (1877 – 1878)

### Н
- Владимир Набоков (1899 – 1977), писател
- Дмитрий Нагиев (1967), актьор
- Николай I (1796 – 1855), император на Русия (1825 – 1855)
- Николай II (1868 – 1918), император на Русия (1894 – 1917)

### О
- Георгий Острогорски (1902 – 1976), югославски историк от руско потекло

### П
- Павел I (1754 – 1801), император
- Борис Паригин (1930 – 2012), социален психолог, философ, социолог и педагог
- Василий Пашкевич (1742 – 1797), композитор
- Ник Перумов (р. 1963), писател
- Петър II (1715 – 1730), император
- Василий Поленов (1844 – 1927), художник, академик, пътешественик, архитект
- Анна Полина (р. 1989), руско-френска порнографска актриса
- Леон Поляков (1910 – 1997), писател-историк
- Михаил Преображенски (1854 – 1930), архитект
- Владимир Проп (1895 – 1970), литературен изследовател, формалист, филолог
- Владимир Путин (р. 1952), политик, президент и бивш министър-председател (2008 – 2012) на Русия
- Александър Пушкин (1833 – 1914), руски генерал от кавалерията, участник в Руско-турската война (1877 – 1878)
- Владимир Пяст (1886 – 1940), писател

### Р
- Фьодор Разколников (1892 – 1939), дипломат, писател и журналист
- Ейнджъл Ривас (р. 1991), порнографска актриса
- Александър Родченко (1891 – 1956), художник
- Петър Романовски (1892 – 1964), шахматист
- Саша Роуз (р. 1990), порнографска актриса
- Николай Рьорих (1874 – 1947), художник
- Светослав Рьорих (1904 – 1993), художник

### С
- Людмила Савелиева (р. 1942), актриса
- Олег Саленко (р. 1969), футболист
- Юрий Самарин (1819 – 1876), философ
- Марина Семьонова (1908 – 2010), балерина
- Александър Серов (1820 – 1871), композитор и уважаван музикален критик
- Валентин Серов (1865 – 1911), живописец и график
- Константин Симонов (1915 – 1979), писател, обществен деец, герой на социалистическия труд
- Михаил Скобелев (1843 – 1882), офицер
- Виктор Смирноф (1919 – 1995), френски психоаналитик и психиатър от руски произход
- Николай Соколов (1859 – 1922), композитор
- Борис Спаски (р. 1937), шахматист, десети световен шампион по шахмат (1969 – 1972)
- Владимир Стасов (1824 – 1906), музикален и художествен критик, историк на изкуствата и обществен деец
- Борис Стругацки (р. 1933), писател
- Пьотър Свидлер (р. 1976), шахматист

### Т
- Борис Тагеев (1871 – 1938), военен, етнограф, военен кореспондент и писател
- Юрий Тюкалов (р. 1930), гребец, двукратен олимпийски шампион

### У
- Галина Уланова (1910 – 1998), балерина, балетмайстор и педагог

### Ф
- Петер Карл Фаберже (1846 – 1920), бижутер, известен със своите яйца на Фаберже
- Александър Ферсман (1883 – 1945), геохимик и минералог
- Тимотей Флорински (1854 – 1919), филолог-славист, историк и византолог
- Иля Франк (1908 – 1990), физик, носител на Нобелова награда за физика за 1958 година
- Александър Фридман (1888 – 1925), физик, математик и космолог

### Х
- Константин Хабенски (р. 1972), актьор
- Александър Халифман (р. 1966), руски шахматист, 14-и световен шампион по шахмат (версия на ФИДЕ)
- Даниил Хармс (1905 – 1942), писател и поет

### Ц
- Виктор Цой (1962 – 1990), рок певец, музикант, актьор и композитор

### Ч
- Корней Чуковски (1882 – 1969), писател

### Ш
- Виктор Шкловски (1893 – 1984), литературен критик, писател и памфлетист
- Саша Шнайдер (1870 – 1927), германски художник и скулптор, символист
- Дмитрий Шостакович (1906 – 1975), композитор
- Максим Шостакович (р. 1938), диригент
- Лев Шчерба (1880 – 1944), лингвист

### Ю
- Леонид Юдасин (р. 1959), израелски шахматист
- Сергей Юткевич (1904 – 1985), режисьор, народен артист на СССР

## Починали в Санкт Петербург
- Виктор Абакумов (1908 – 1954), офицер
- Егор Аладин (1796 – 1860), издател
- Анна (1693 – 1740), императрица
- Висарион Белински (1811 – 1848), литературен критик
- Фридрих Вилхелм Ремберт фон Берг (1794 – 1874), офицер и политик
- Никита Бичурин (1777 – 1853), китаист
- Александър Блок (1880 – 1921), поет
- Александър Бородин (1833 – 1887), композитор
- Александър Вертински (1889 – 1957), певец и актьор
- Владимир Александрович (1847 – 1909), велик княз
- Григорий Волконски (1742 – 1824), генерал
- Арсений Голенишчев-Кутузов (1848 – 1913), писател
- Иван Гончаров (1812 – 1891), писател
- Аполинарий Горавски (1833 – 1900), художник
- Аполон Григориев (1822 – 1864), писател
- Георг Кристоф Грот (1716 – 1749), художник
- Лев Гумильов (1912 – 1992), историк
- Антон Делвиг (1798 – 1831), поет
- Михаил Домонтович (1830 – 1902), офицер
- Фьодор Достоевски (1821 – 1881), писател
- Екатерина I (1684 – 1727), императрица
- Елисавета (1709 – 1762), императрица
- Сергей Есенин (1895 – 1925), поет
- Иван Киреевски (1806 – 1856), философ
- Григорий Козинцев (1905 – 1973), режисьор
- Владимир Ламански (1833 – 1914), историк и славист
- Пьотър Левиз-оф-Менар (1829 – 1885), офицер, генерал-майор
- Николай Лесков (1831 – 1895), писател
- Владимир Лукин (1737 – 1794), драматург
- Владимир Маковски (1846 – 1920), художник
- Георгий Макогоненко (1912 – 1986), литературен историк
- Казимир Малевич (1878 – 1935), художник
- Георг Йохан Матарнови (1677 – 1719), архитект
- Дмитрий Менделеев (1834 – 1907), химик
- Евгений Мравински (1903 – 1988), диригент
- Николай I (1796 – 1855), император
- Леонард Ойлер (1707 – 1783), швейцарски учен
- Александър Осовски (1871 – 1957), музиковед
- Павел I (1754 – 1801), император
- Василий Пашкевич (1742 – 1797), композитор
- Петър I (1672 – 1725), император
- Вячеслав Плеве (1846 – 1904), политик
- Константин Победоносцев (1827 – 1907), политик
- Виктор Наполеон Прокопе (1839 – 1906), генерал
- Михаил Преображенски (1854 – 1930), архитект
- Херман Оскар Прокопе (1841-1905), генерал
- Александър Пушкин (1799 – 1837), поет
- Александър Радишчев (1749 – 1802), писател
- Александър фон Розен (1779 – 1832), генерал
- Николай Соколов (1859 – 1922), композитор
- Василий Тредиаковски (1703 – 1768), поет
- Глеб Успенски (1843 – 1902), писател
- Олга Фрайденберг (1890 – 1955), филоложка класичка, сред пионерите на културологията в Русия
- Пьотр Чайковски (1840 – 1893), композитор
- Димитър Чуповски (1878 – 1940), ранен македонист
- Владимир Шчербачов (1887 – 1952), композитор
- Максимилиан Щайнберг (1883 – 1946), композитор
- Владимир Щейнгейл (1783 – 1862), общественик

## Българи, свързани с Санкт Петербург
- Димитър Благоев (1856 – 1924), български политик, учи в града през 1881 – 1885
- Стефан Бобчев (1853 – 1940), български политик, посланик през 1912 – 1913
- Георги Вазов (1860 – 1934), български офицер, завършва военна академия през 1888
- Иван Вълков (1875 – 1962), български офицер и политик, завършва военна академия през 1909
- Ангел Грънчаров (р. 1959), български философ, завършва философия през 1983
- Васил Златарски (1866 – 1935), български историк, завършва история през 1891
- Никола Иванов (1861 – 1940), български офицер, завършва военна академия през 1885
- Гечо Кокилев (1899 – 1938), български офицер, завършва военноморска академия през 1931
- Дончо Костов (1897 – 1949), български биолог, преподава генетика през 1932 – 1936
- Владимир Кюрчев (р. 1954), украински художник от български произход, завършва изкуство през 1980
- Иван Маразов (р. 1942), български културолог, завършва изкуствознание през 1967
- Константин Никифоров (1856 – 1891), български офицер, завършва артилерийска академия през 1883
- Олимпий Панов (1852 – 1887), български офицер, учи в генералщабната академия през 1880 – 1883
- Стефан Паприков (1858 – 1920), български офицер, завършва военна академия през 1884
- Рачо Петров (1861 – 1942), български офицер, завършва военна академия през 1883
- Иван Русев (1872 – 1945), български офицер и политик, завършва военна академия през 1900
- Михаил Савов (1857 – 1928), български офицер, завършва военна академия през 1885
- Сирак Скитник (1883 – 1943), български писател, учи живопис през 1908 – 1912

## Други личности, свързани със Санкт Петербург
- Джон Куинси Адамс (1767 – 1848), американски политик, посланик през 1809 – 1814
- Анна Ахматова (1889 – 1966), поетеса, прекарала по-голямата част от живота си в града
- Леон Бакст (1866 – 1924), художник, живее в града в края на 19 и началото на 20 век
- Михаил Бакунин (1814 – 1876), революционер, завършва военна академия през 1830-те
- Север Гансовски (1918 – 1990), писател, завършва филология през 1940-те
- Николай Гогол (1809 – 1852), писател, живее в града след 1828
- Йосиф Гурко (1828 – 1901), офицер, губернатор на града след 1879 – 1880
- Франц Епинус (1724 – 1802), германски физик, преподава в града през 1757 – 1798
- Казимир Ернрот (1833 – 1913), офицер, завършва военна академия през 1856
- Беноа Пол Емил Клапейрон (1799 – 1864), френски физик и инженер, преподава в града през 1820 – 1830
- Михаил Лермонтов (1814 – 1841), писател, живее в града след 1832
- Святослав Логинов (р. 1951), писател, живее в града от 1951
- Павел Милюков (1859 – 1943), политик, живее в града през 1905 – 1917
- Алфред Моисиу (р. 1929), албански политик, завършва военна академия през 1948
- Михаил Поморцев (1851 – 1916), изобретател, учи и живее в града от 1860-те
- Леонид Соболев (1844 – 1913), офицер, завършва военна академия през 1868
- Аркадий Стругацки (1925 – 1991), писател, живее в града от 1925 до 1950-те
- Едуард Тотлебен (1818 – 1884), офицер, завършва инженерство през 1840
- Фьодор Тютчев (1803 – 1873), поет, живее в града след 1844
- Анатолий Юркин (р. 1963), писател, живее в града от 1987
- Павел Яблочков (1847 – 1894), изобретател, учи инженерство през 1860-те
- Ватрослав Ягич (1838 – 1923), хърватски езиковед, преподава славистика през 1880 – 1886
- Александър Яшченко (1877 – 1934), юрист, преподава право през 1913 – 1917